# Marisa Abegg
Marisa Abegg (* 14. März 1987 in Anchorage, Alaska) ist eine ehemalige US-amerikanische Fußballspielerin.

## Karriere

### Verein
Abegg wurde vor der Saison 2009 vom WPS-Teilnehmer FC Gold Pride gedraftet und absolvierte in ihrer ersten Profisaison sechs Ligaspiele. Im folgenden Jahr lief sie für den Ligakonkurrenten Washington Freedom auf, für den sie jedoch nicht zum Einsatz kam. Von 2011 bis 2013 spielte Abegg für die D.C. United Women und die Gulf Coast Texans in der zweitklassigen W-League beziehungsweise Women’s Premier Soccer League.
Am 31. Juli 2013, dem letzten Tag vor Ende des Transferfensters, gab der NWSL-Teilnehmer Washington Spirit bekannt, Abegg unter Vertrag genommen zu haben. Das Franchise reagierte damit auf den verletzungsbedingten Ausfall mehrerer Defensivspielerinnen vor den letzten Spielen der regulären Saison. Ihr Ligadebüt gab Abegg noch am selben Tag als Einwechselspielerin gegen Western New York Flash. Anfang 2014 gab sie ihren Rücktritt vom Profisport bekannt.

### Nationalmannschaft
Abegg war Mitglied der US-amerikanischen U-20- und U-23-Nationalmannschaft.